# Charles R. Alcock
Pour les articles homonymes, voir Alcock.
Charles R. Alcock, né le 15 juin 1951, est un astronome britanno-néo-zélandais, directeur du Harvard-Smithsonian Center for Astrophysics (CfA) depuis 2004, lequel est situé à Cambridge dans l'État du Massachusetts, aux États-Unis.

## Prix
- Prix Ernest-Orlando-Lawrence (1996)
- Prix Beatrice M. Tinsley (2000)